# Arenas de San Pedro
Arenas de San Pedro est une commune d'Espagne située au sud de la province d'Ávila, dans la communauté autonome de Castille-et-León. Elle est la capitale du comté d'Arenas de San Pedro, plus connue comme la Vallée du Tiétar. L'altitude de la municipalité arrive aux 2 443 m sur le sommet de La Mira, dans la Sierra de Gredos. Elle compte 6 556 habitants (INE 2017), ce qui lui fait devenir le troisième village de la province par rapport au nombre d'habitants, après Ávila et Arévalo. Les noyaux urbains de Ramacastañas, La Parra et Hontanares appartiennent à la commune en tant que pedanías. Une forte partie du territoire communal fait partie du parc régional de la Sierra de Gredos, constituant le village le plus peuplé du parc. Ses fêtes foraines sont faites en honneur à la Vierge du Pilier, le 8 septembre, et à San Pedro de Alcántara, le 18 octobre.
Les origines du village remontent au Moyen Âge, lorsqu'un groupe humain situé à proximité fonde l'emplacement actuel. Il recevait le titre de ville en 1393, sous le règne d'Henri III de Castille. Pendant le reste du Moyen Âge et l'Époque moderne était capital d'un seigneurie qui comptait Arenas de San Pedro et les hameaux d'El Arenal, Guisando, Hontanares, El Hornillo, La Parra, Poyales del Hoyo et Ramacastañas.

## Géographie
- Les Grottes de l'Águila

## Personnalités liées à la commune
- Saint Pierre d'Alcántara (1499-1562)), moine franciscain, grand mystique, inhumé dans l'église Saint Pierre[1].
- Mariano Fernández Bermejo (1948-), homme d'État espagnol;

### Jumelages
- Fourmies (France)

### Liste des maires
| Période                                  | Période | Identité              | Étiquette | Qualité |
| ---------------------------------------- | ------- | --------------------- | --------- | ------- |
|                                          |         | Oscar Tapias Gregoris | PSOE      |         |
| Les données manquantes sont à compléter. |         |                       |           |         |